# Santuario, Mexiko
Santuario är en ort i Mexiko.   Den ligger i kommunen Las Margaritas och delstaten Chiapas, i den sydöstra delen av landet, 900 km öster om huvudstaden Mexico City. Santuario ligger 1 746 meter över havet och antalet invånare är 245.
Terrängen runt Santuario är huvudsakligen kuperad, men söderut är den bergig. Runt Santuario är det ganska glesbefolkat, med 30 invånare per kvadratkilometer. Närmaste större samhälle är Santa Rita el Vergel, 16,3 km söder om Santuario. I omgivningarna runt Santuario växer i huvudsak städsegrön lövskog.